# 伊维察·克拉利
伊维察·克拉利（1973年3月26日—），黑山男子足球运动员，场上位置是守门员。他曾代表南联盟参加1998年国际足联世界杯，结果队伍止步十六强赛。